# NHK渋川小野上中継局
NHK渋川小野上中継局（エヌエイチケイしぶかわおのがみちゅうけいきょく）は、群馬県渋川市にあるテレビ中継局。

## 中継局

### アナログ放送
| 放送局名          | チャンネル | 空中線電力        | ERP               | 放送対象地域 | 放送区域内世帯数 |
| NHK東京総合テレビ | 15ch       | 映像3W /音声750mW | 映像14W /音声3.5W | 関東広域圏   | 約-世帯          |
| NHK東京教育テレビ | 17ch       | 映像3W /音声750mW | 映像14W /音声3.5W | 全国放送     | 約-世帯          |

### デジタル放送
- 現時点では非該当。

## 置局住所
- 渋川市小野子字上小野子（雨乞山中腹）[要出典]